# Pranas Vitonis
Pranas Vitonis, także Povilas Vitonis (ur. 4 października 1902 w Rydze, zm. ?) – litewski sztangista, olimpijczyk.
Uczestnik Letnich Igrzysk Olimpijskich 1928 w wadze do 75 kg. Z wynikiem 275 kg w trójboju zajął 15. miejsce wśród 18 sklasyfikowanych zawodników (85 kg w wyciskaniu, 85 kg w rwaniu i 105 kg w podrzucie). 
Czterokrotny mistrz Litwy w podnoszeniu ciężarów. Złote medale zdobył w kategoriach do 67,5 kg (1933) i do 75 kg (1928, 1930, 1931). W latach 1928–1933 był 41-krotnym rekordzistą Litwy w podnoszeniu ciężarów. Posiadał rekordy w kategoriach: do 67,5 kg (9), do 75 kg (16), do 82,5 kg (11) i powyżej 82,5 kg (5).